# Neriene birmanica
Neriene birmanica är en spindelart som först beskrevs av Tord Tamerlan Teodor Thorell 1887.  Neriene birmanica ingår i släktet Neriene och familjen täckvävarspindlar. Inga underarter finns listade i Catalogue of Life.